# Teano (Roms tunnelbana)
Teano är en station på Roms tunnelbanas Linea C. Stationen är belägen vid Via Teano i kvarteret Prenestino-Labicano i sydöstra Rom och togs i bruk år 2015.
Stationen Teano har:
- Biljettautomater

## Kollektivtrafik
- Busshållplats för ATAC

## Omgivningar
- Santa Maria Mediatrice
- Villa Gordiani
- Tor de' Schiavi
- Via Prenestina
- Piazza Sabaudia